# Stepy akermańskie

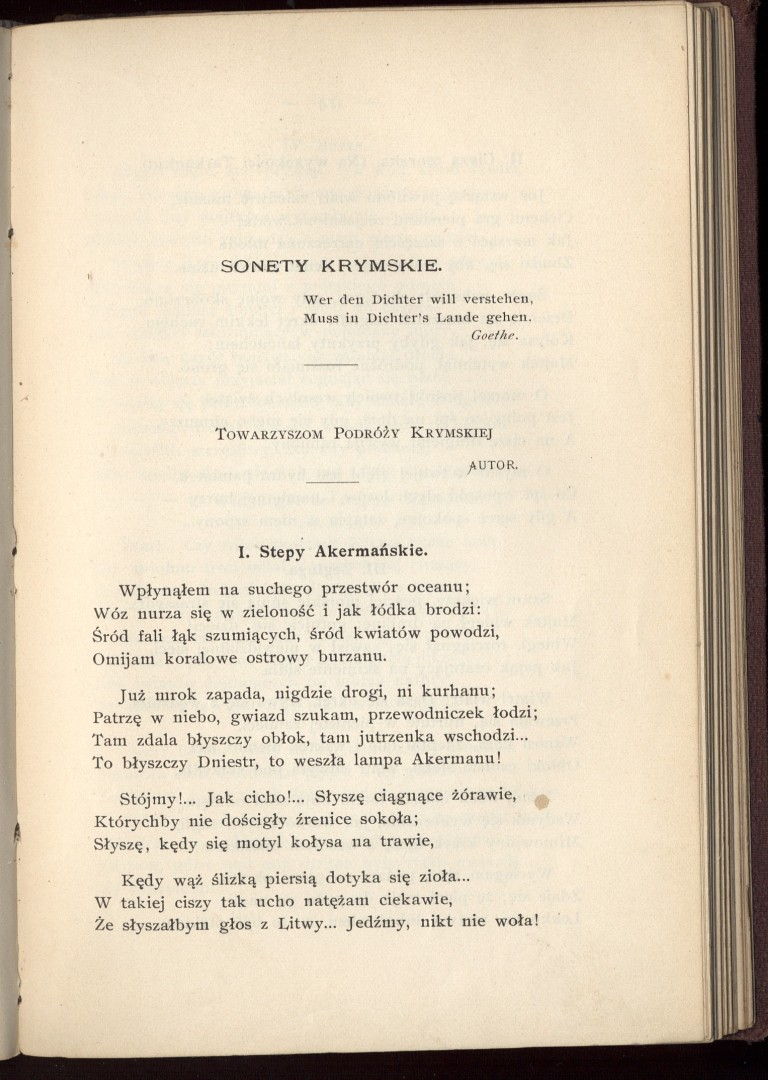
Stepy Akermańskie w tomie 1 zbioru „Poezje Adama Mickiewicza” z 1899 roku

Stepy akermańskie (incipit Wpłynąłem na suchego przestwór Oceanu) – pierwszy sonet z cyklu sonetów krymskich autorstwa Adama Mickiewicza. Pierwszy raz został opublikowany w 1826 roku, natomiast dokładna data powstania poematu nie jest znana.

## Treść sonetu
Pierwszy sonet z cyklu nie jest związany z podróżą na Krym i otwiera cykl ze względów kompozycyjnych. Mickiewicz odbył wycieczkę do Akermanu w maju 1825 roku, natomiast wycieczkę na Krym w okresie od 29 sierpnia do 27 października 1825 roku. W sonecie tym Podróżny (jedno z wcieleń Krymskiego Pielgrzyma, człowieka o gorzkiej i skomplikowanej przeszłości, świadomego wyobcowania i samotności, który jednak zachował poznawczą ciekawość świata), utożsamiany z podmiotem lirycznym, przemierza powoli wozem kwitnący step w drodze do Akermanu (obecnie Białogród nad Dniestrem). W pierwszym czterowierszu podróżuje w pełnym świetle dnia, oglądając krajobrazy, w drugim czterowierszu zapadający zmrok zwiększa uczucie samotności i zagubienia w bezkresnej przestrzeni, a obraz i jego zrozumienie się zaciera. W pierwszym tercecie, który jest kontynuowany w pierwszym wierszu drugiego tercetu, zapada ciemność i słychać tylko nocne odgłosy. W dwóch ostatnich wersach Podróżny chce usłyszeć głos z ojczyzny, który nie nadchodzi i w efekcie otrzymuje status wygnańca z ojczyzny, którą jest przedrozbiorowa Litwa. 

### Burzan
Burzan zgodnie z przypisem dokonanym przez poetę po raz pierwszy w wydaniu z 1826 roku – „Ostrowy burzanu” Na Ukrainie i Pobereżu nazywają burzanami wielkie krzaki ziela, które w czasie lata kwiatem okryte nadają przyjemną rozmaitość płaszczyznom. Na podstawie analizy Kazimierza Wyki hasła z Wielkiej encyklopedii powszechnej ilustrowanej autorstwa Antoniego Pietkiewicza można uznać, że określenie to dotyczy kwitnących na purpurowo lub czerwono różnych gatunków ostów.

### Lampa Akermanu
Akerman leży 85 kilometrów od Odessy na brzegu limanu Dniestru. W pierwszej połowie XIX wieku był dostępny tylko dwoma przesmykami o głębokości do 9 metrów i nie był już portem morskim. Mickiewicz opisuje światło na horyzoncie, którego nie potrafi określić. Najczęściej spotykaną interpretacją jest uznanie lampy Akermanu za latarnię morską. Lampa Akermanu może być również zgodnie z interpretacją Andrzeja Niemojewskiego zarówno złudzeniem optycznym, spowodowanym przez szeroki na 12 km i długi na 42 km liman Dniestru, na podstawie rzutów pierwotnych sonetu mogą nią być również gwiazdy, księżyc lub też widziane z oddali zapalające się światła miasta.

## Miejsce w cyklu
Stepy akermańskie zgodnie z podziałem Władysława Folkierskiego oraz Czesława Zgorzelskiego są zaliczane do pierwszej grupy czterech sonetów morskich (Stepy akermańskie, Cisza morska, Żegluga, Burza), natomiast zgodnie z podziałem Juliusza Kleinera jest niezwiązany ani z podróżą morską, ani też z podróżą na Krym i stanowi osobny element cyklu. 

## Analiza wersyfikacyjna
Sonet jest napisany trzynastozgłoskowcem i zbudowany jest zgodnie z zasadami budowy sonetu poezji prowansalskiej oraz stosowanymi przez Petrarkę (czternastowierszowa struktura sonetu podzielona na dwa czterowiersze i jeden sześciowiersz), przy użyciu wyłącznie rymów żeńskich, padających na istotne dla treści sonetu słowa. W dwóch pierwszych czterowierszach, układ rymów jest abba abba, natomiast w sześciowierszu cdc dcd. Struktura wersyfikacyjna sonetu jest zgodna z jego strukturą wewnętrzną, dwóm pierwszym czterowierszom, będącym zamkniętymi całościami składniowymi, któremu przeciwstawia się czterowiersz z dwuwierszowym zakończeniem. 

## Powstanie sonetu
Najprawdopodobniej wszystkie autografy sonetów Mickiewicza znajdowały się w albumie należącym do Piotra Moszyńskiego. Album ten, jak i kopia wykonana przez Bronisława Gubrynowicza zaginęły po 1945 roku, w związku z czym nie można ustalić dokładnej daty jego powstania. Zgodnie z informacjami umieszczonymi w przedmowie do tomu 1 paryskich „Dzieł” Mickiewicza napisanej przez Władysława Mickiewicza, sonety przed ich wydaniem zostały ocenzurowane przez Michaiła Kaczenowskiego, profesora Uniwersytetu Moskiewskiego, który dokonał mało znaczących poprawek oraz nie wyraził zgody na publikację jednego sonetu pod tytułem Czołobitność, z którego treści zachowały się tylko dwa wersy.

## Współczesna recepcja
Sonety krymskie w momencie ukazania się drukiem wywołały burzliwą dyskusję i niejednoznaczne oceny. Najostrzejszym ich krytykiem był Kajetan Koźmian, który w liście do Franciszka Morawskiego użył na ich określenie terminu paskudztwo, negatywnie oceniał je również Franciszek Salezy Dmochowski, natomiast pozytywnie oceniali je m.in. Maurycy Mochnacki oraz Teodozy Sierociński. Przeciwnicy uważali za niewłaściwy język sonetów, z powodu orientalizmów oraz odstępstw od norm języka literackiego, kwestionowali również formę sonetu jako niewłaściwą do tematu. Zwolennicy zauważyli, że cykl sonetowy stanowi romantyczny odpowiednik poematu opisowego stanowiąc zwartą kompozycyjną całość.

## Przekłady
W 1917 roku ukazał się przekład sonetów na język angielski Sonnets from the Crimea. Dokonała go Edna Worthley Underwood (1873–1961). Wśród Mickiewiczowskich sonetów znalazły się też Stepy akermańskie – The Ackerman Steppe.
W 1998 roku wydane zostało tłumaczenie cyklu sonetowego na język kaszubski. Przekładu dokonał Stanisław Janke, nadając utworowi tytuł Akermańsczé stepë.